# جان مارك
جان مارك (بالإستونية: Jaan Mark)‏ هو سياسي إستوني، ولد في 11 يونيو 1951. حزبياً، نشط في حزب الإصلاح الإستوني.